# Думблис
Думблис (лит. Dringykštis) — небольшое озеро на востоке Литвы, расположенное на территории Аукштайтского национального парка.
Думблис находится в западной части Игналинского района, в 4,5 километрах к западу от Игналины. Лежит на высоте 139 метров. Протяжённость с северо-запада на юго-восток 1,5 км, ширина до 0,4 км. Площадь озера составляет 0,37 км². На Дрингикштисе есть островок площадью 0,07 га. Береговая линия извилистая, берега высокие. К южному берегу озера подходит дорога 1435 Стригайлишкис — Мейронис. На северо-востоке протока шириной 40—50 и длиной 750 метров соединяет Думблис с озером Дрингис.